# Абдулладжан, или Посвящается Стивену Спилбергу
«Абдулладжа́н, или Посвящается Сти́вену Спи́лбергу» — советская фантастическая комедия 1991 года режиссёра Зульфикара Мусакова о приключении пришельца в узбекском кишлаке. Фильм производства киностудии «Ватан». В фильме присутствуют отсылки к творчеству Стивена Спилберга («Инопланетянин»).

## Сюжет
В колхозе «Коммунизм» терпит крушение инопланетный корабль, на борту которого находился пришелец-мальчик. Базарбай Нарматов, передовик колхоза, случайно находит раненого и ослабевшего инопланетянина, решает ему помочь и даёт имя Абдулладжан. В колхозе об инопланетном происхождении мальчика Базарбай не сказал и все его приняли за внебрачного сына.
Абдулладжан стал помогать в решении колхозных проблем. Например, местный телемастер Холмирза Ташмазаев стал производить высококачественную видеотехнику под торговой маркой Холмирза и продавать её по смехотворным ценам — 3 $ за килограмм, чем чуть не вызвал банкротство японских производителей видео. Коровы стали увеличиваться в поголовье в считанные часы. Овощи и фрукты стали расти в огромных размерах — арбузы на бахче были размером с дом. А кетмени стали летать, что вызвало радость сельчан, так как добраться в город или на базар перестало быть проблемой.
Однако председатель колхоза, в начале фильма с удовольствием убивший осу, что характеризует его как человека недоброго, летать на кетмене не может. Абдулладжан категорически отказывается сделать это. Председатель, в очередной раз пытаясь взлететь на кетмене, забирает его у дехканина и взбирается на водонапорную башню. Но полёта не выходит, и председатель с переломами попадает в больницу. Базарбай возмущается нежеланием Абдулладжана сделать летающим председательский кетмень, думая будто бы председатель от огорчения сбросился с башни, и в пылу гнева прогоняет названного сына.
Тем временем военные по чудесным событиям в колхозе догадываются, что именно там была авария НЛО. Вертолёты кружат над районом. Тогда жена Базарбая, названная мать героя фильма, отдаёт двигатель межзвёздного корабля Абдулладжану, эту часть аппарата нашёл Базарбай, однако решил спрятать её, чтобы сын не улетел от него, он отправляет Абдулладжана обратно на свою планету до тех пор, пока всё не уляжется.

## Съёмочная группа
- Производство киностудии «Ватан» (Узбекистан), 1991 год.
- Режиссёр — Зульфикар Мусаков
- Сценарий — Зульфикар Мусаков, Рихсивой Мухамеджанов
- Оператор — Талгат Мансуров
- Композитор — Мирхалил Махмудов

## В ролях
- Раджаб Адашев — Базарбай
- Шухрат Каюмов — Абдулладжан
- Туйчи Арипов — председатель (Раис-ота)
- Тути Юсупова — Холида, жена Базарбая
- Владимир Меньшов — И.И. Нахлобучко, генерал
- Джавлон Хамраев — Юлдаш
- Владимир Цветов — камео